# Castello di Calbano
Il castello di Calbano era un castello del quale rimangono alcuni elementi nell'omonimo borgo medievale fortificato in cima a una collina sopra il comune di Sarsina, in Provincia di Forlì-Cesena.

## Storia
Il borgo nacque come castrum; venne fondato dagli Umbri e poi preso dai romani (castrum Calbane) e fu fortificato nel medioevo. Il castello venne concesso alla chiesa di Sarsina dall'imperatore Federico II nel 1220; nel 1406 venne ceduto per breve tempo ai Malatesta di Cesena. Nel 1371 vennero censite 12 nuclei familiari e tale risultava essere la popolazione anche nel XVIII secolo.

## Architettura

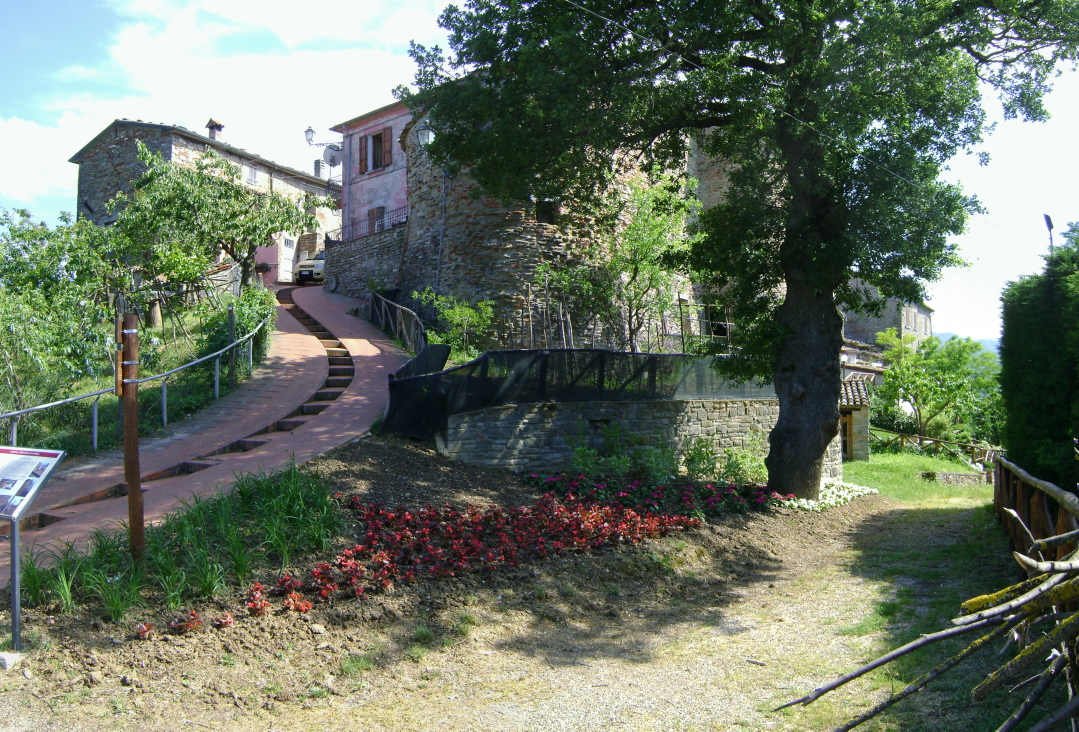

Rimangono due torri a sezioni circolare, un maschio a base quadrilatera e i resti di una cinta muraria che racchiudeva il borgo con edifici sorti in epoche diverse ed elementi difensivi di diversa natura; la cinta muraria è stata parzialmente inglobata negli edifici realizzati successivamente; il maschio ha una scala in pietra e un accesso al piano terra e uno al piano superiore.